# Kauppa-Häme
Kauppa-Häme est un immeuble commercial et de bureaux à Tampere en Finlande.

## Architecture
Kauppa-Häme est situé au Hämeenkatu 16 et  Kauppakatu 1, sa construction s'est achevée en 1965.
L'édifice a été conçu par Aarne Ervi et il représente l'architecture moderniste de la construction commerciale typique de l'époque.
Le bâtiment est situé sur le même terrain que l'hôtel de ville.
Au début des années 1960, Aarne Ervi a auusi concu la restauration et l'extension de l'hôtel de ville.
En 1967, Aarne Ervi a conçu un nouvel immeuble de bureaux municipaux et une extension de celui-ci en 1975.
Le Kauppa-Häme, qui traverse l'îlot urbain, se compose d'un immeuble de bureaux étroit de 7 étages et d'une aile commerciale de deux étages intégrée à l'hôtel de ville.
La partie basse laisse place au bâtiment précieux mitoyen, et la partie haute lui crée un fond réduit.

## Histoire
En 1964, deux bâtiments de l'aile de l'hôtel de ville, qui avaient été construits au XIXe siècle, ont été démolis sur le site du Kauppa-Häme.
Du côté de Hämeenkatu, une prison municipale de deux étages et la salle d'équipement des pompiers volontaires VPK ont été démolies, tandis que du côté de Kauppakatu, l'ancien hôtel de ville (fi) de trois étages qui servait de poste de police.
L'hôtel de ville a été épargné par la démolition, même si son existence était menacé au début des années 1960,,.
Kauppa-Häme a été rénové en 1996, selon les plans de Lasse Kosunen.
Dans ce cadre, la cour piétonne ouverte a été fermée et couverte.